# جبل السيدة (مشتى الحلو)

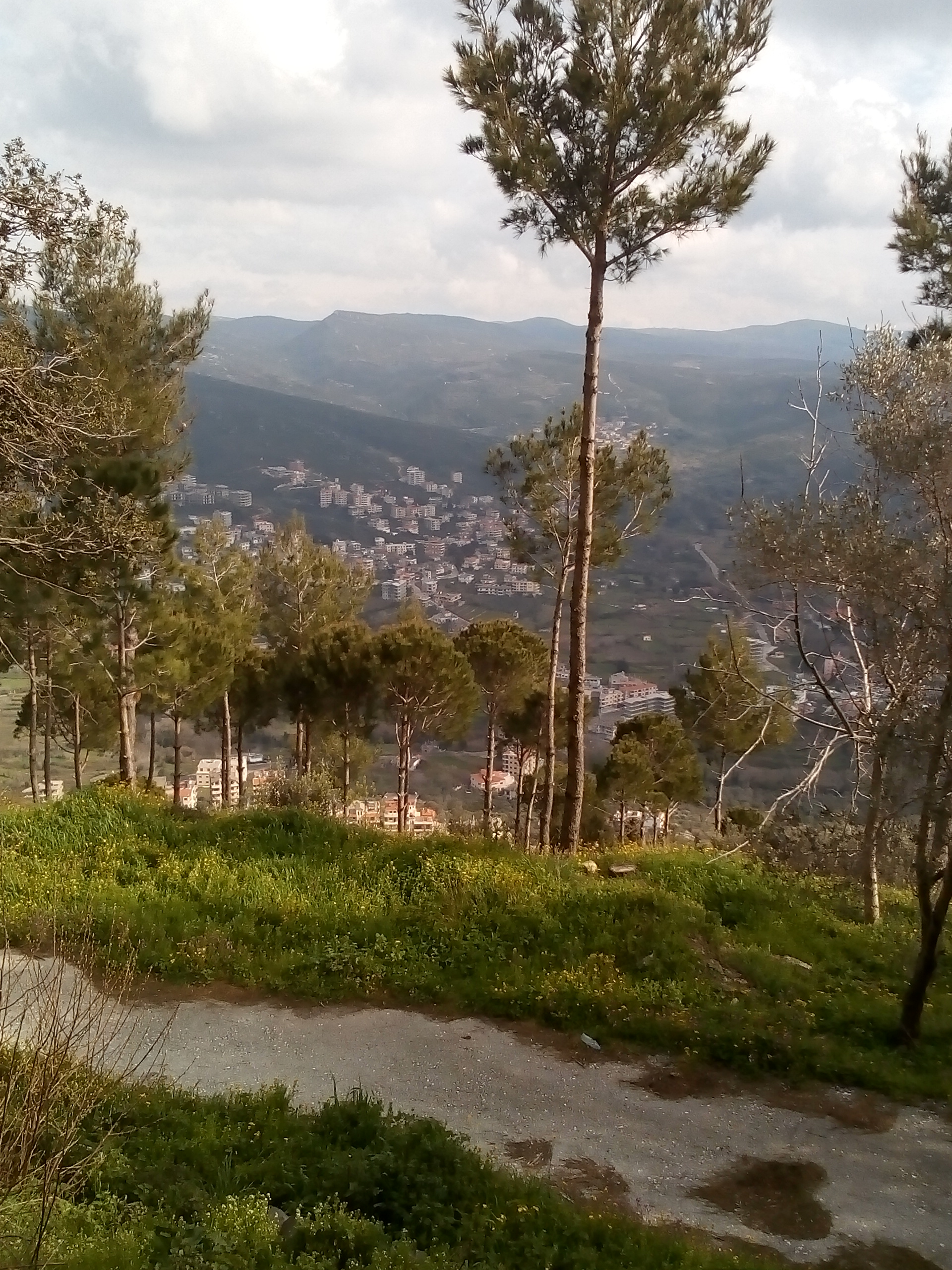
الطبيعة في مشتى الحلو من أعلى جبل السيدة

جبل السيدة  هو جبل أثري يقع في بلدة مشتى الحلو بمحافظة طرطوس السوريّة، سُمّي جبل السيدة نسبة إلى السيدة مريم العذراء والدة يسوع ويمتلك أهمية دينية كبيرة في المسيحية إذ تتوضع في قمته كنيسة صغيرة تاريخية، إضافة إلى وجود تمثال للسيدة العذارء على سفحه. الجبل ذو طبيعة بركانية، ويعود زمن تشكله إلى ملايين السنين، ويعدّ مقصداً للسياح وأبناء المنطقة في الأعياد والمناسبات والحفلات الدينية.